# Crocomela theophrastus
Crocomela theophrastus är en fjärilsart som beskrevs av Erich Martin Hering 1926. Crocomela theophrastus ingår i släktet Crocomela och familjen björnspinnare. Inga underarter finns listade i Catalogue of Life.